# 内保博仁
内保 博仁（うちほ ひろひと、1943年（昭和18年）9月1日 - ）は、日本の政治家。元三重県伊賀市長（1期）。

## 来歴
龍谷大学文学部卒。阿山郡阿山町（現・伊賀市）役場に入り、総務課長などを経て、阿山町長となる。2004年、阿山町は上野市などと合併し、伊賀市が発足。助役に就任した。

### 2008年伊賀市長選挙
2008年の市長選挙に無所属で立候補し、新人2人を破って当選した。
※当日有権者数：79,075人 最終投票率：56.23%（前回比：-pts）
| 候補者名   | 年齢 | 所属党派 | 新旧別 | 得票数   | 得票率 | 推薦・支持 |
| ---------- | ---- | -------- | ------ | -------- | ------ | ---------- |
| 内保博仁   | 65   | 無所属   | 新     | 25,581票 | 58.5%  | -          |
| 安本美栄子 | 61   | 無所属   | 新     | 12,680票 | 29.0%  | -          |
| 桐田昭彦   | 63   | 無所属   | 新     | 5,504票  | 12.6%  | -          |

市長を1期務めた。2012年の選挙には立候補しなかった。